# Ожидаемая доходность
Ожидаемая доходность — средневзвешенный, наиболее ожидаемый доход финансового инструмента. Показатель ожидаемой доходности учитывает все возможные доходы и определяет весомость того дохода, получение которого имеет наибольшую вероятность. В основу ожидаемой доходности положено понятие математического ожидания.
Ожидаемая доходность вычисляется по формуле:
{\displaystyle \operatorname {M} (R)=\sum _{i=1}^{n}P_{i}*R_{i}},
где
{\displaystyle R_{i}} — значение {\displaystyle i} доходности (окупаемость инвестиций),
{\displaystyle P_{i}} — вероятность получения доходности {\displaystyle R_{i}},
{\displaystyle n} — количество потенциальных значений доходности.
Например, если известно, что инвестиция даёт 50 % вероятности получения 10 % доходности, 25 % вероятности получения 20 % доходности, 25 % вероятности получения доходности, равной −10 %, ожидаемая доходность будет равна 7,5 %
= (0,5) (0,1) + (0,25) (0,2) + (0,25) (-0,1) = 0,075 = 7,5 %
Фактическая доходность может отличаться от полученного значения ожидаемой доходности. Статистический метод вычисления дисперсии случайной величины позволяет измерить вероятность отклонения фактической доходности от ожидаемой доходности. Чем выше дисперсия доходности у финансового инструмента, тем больше неопределённость у инвестора о будущих доходах. Следовательно инструмент с большей величиной дисперсии доходности является более рискованным финансовым инструментом.

## Дисперсия
Дисперсия случайной величины доходности вычисляется по формуле
{\displaystyle {}\sigma ^{2}=\sum _{i=1}^{n}\left(R_{i}-M(R)\right)^{2}P_{i}}
где
{\displaystyle R_{i}} — значение {\displaystyle i} доходности (окупаемость инвестиций),
{\displaystyle M(R)} — ожидаемая доходность,
{\displaystyle P_{i}} вероятность получения доходности {\displaystyle R_{i}},
{\displaystyle n} — количество потенциальных значений доходности.
Для приведённого выше примера дисперсия будет равна 0,011875:
= (0,1-0,075)² * (0,5) + (0,2-0,075)² * (0,25) + (-0,1-0,075)² * (0,25) = 0,011875